# Antonio Carbonell Rovira
Antonio Carbonell Rovira (Figueras, Gerona, España, 11 de junio de 1945) es un exfutbolista español que se desempeñaba como defensa.

## Clubes
| Club              | País   | Año       |
| ----------------- | ------ | --------- |
| C. F. Badalona    | España | 1965-1966 |
| C. E. Europa      | España | 1967-1968 |
| R. C. D. Español  | España | 1968-1969 |
| U. E. Sant Andreu | España | 1969-1970 |
| R. C. D. Español  | España | 1971-1974 |
| Hércules C. F.    | España | 1974-1976 |